# Matt Leanderson
Matthew Fillip "Matt" Leanderson (ur. 11 marca 1931 w Seattle, zm. 2 listopada 2006 w Kirkland) – amerykański wioślarz, brązowy medalista olimpijski.
Wystąpił na igrzyskach olimpijskich w Helsinkach w 1952 roku, gdzie osada USA w składzie: Carl Lovsted, Al Ulbrickson, Richard Wahlstrom, Matt Leanderson i Al Rossi (sternik) zdobyła brązowy medal w czwórkach ze sternikiem. W finale o 3,6 sekundy przegrali z osadą Czechosłowacji, a o 0,5 sekundy lepsi byli Szwajcarzy. Był to jego jedyny start olimpijski.
Kształcił się na University of Washington. Po zakończeniu kariery był trenerem wioślarstwa na University of Washington, Western Washington University i Massachusetts Institute of Technology.